# Bufedron

Strukturformel för bufedron

Bufedron eller 2-metylamin-1-fenylbutan-1-on är ett psykostimulantia i gruppen katinoner, som först syntetiserades 1928. Dess effekter liknar de hos metkatinon.
Substansen är narkotikaklassad i Sverige sedan 1 september 2011 och ingår i förteckning I.